# Jonas Alströmers staty
Jonas Alströmers staty är en staty i Göteborg, föreställande den svenske industrimannen Jonas Alströmer. Den är skapad av bildhuggaren och professorn vid Konstakademien John Börjeson och avtäcktes den 28 december 1905 på Lilla Torget.

## Historia

### Bakgrund
Statyn kom till stånd efter att man bildat en statykommitté som leddes av dåvarande landshövdingen Gustaf Lagerbring. Uppdraget att skapa statyn gavs åt bildhuggaren John Börjeson medan postamentet skapades av Torben Grut.
Statyn är gjuten i brons av Otto Meyer på Meyers konstgjuteri i Stockholm.

### Invigning
Statyn invigdes den 28 december 1905, och invigningstalet hölls av professorn vid Uppsala universitet Rudolf Kjellén. I sitt tal framhöll han Alströmer som den Svenska industrins fader.

### Bilder

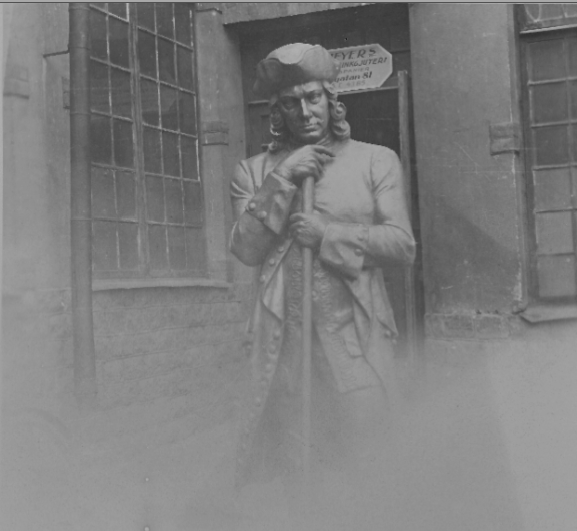
Bild troligen från 1905, som visar statyn efter gjutning på Meyerska Konstgjuteriets gård i Stockholm.
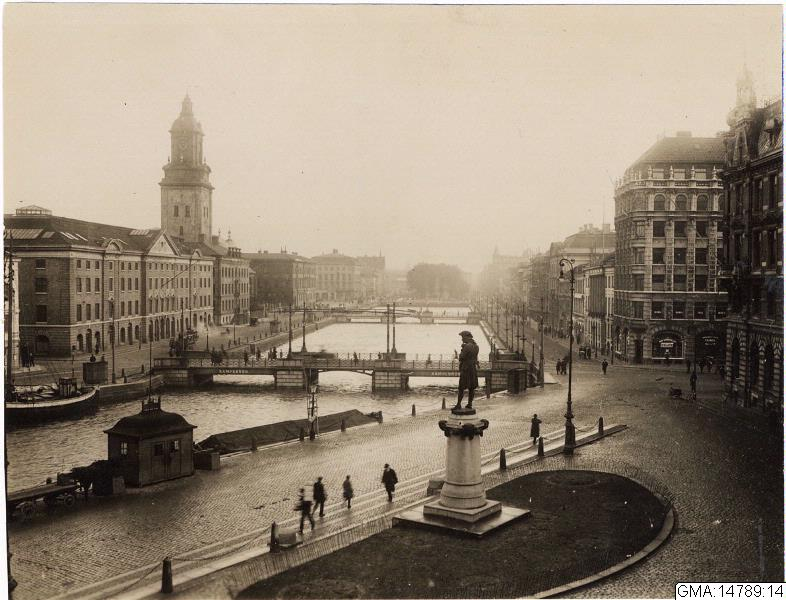
Lilla Torget med statyn, troligen 1910-tal.
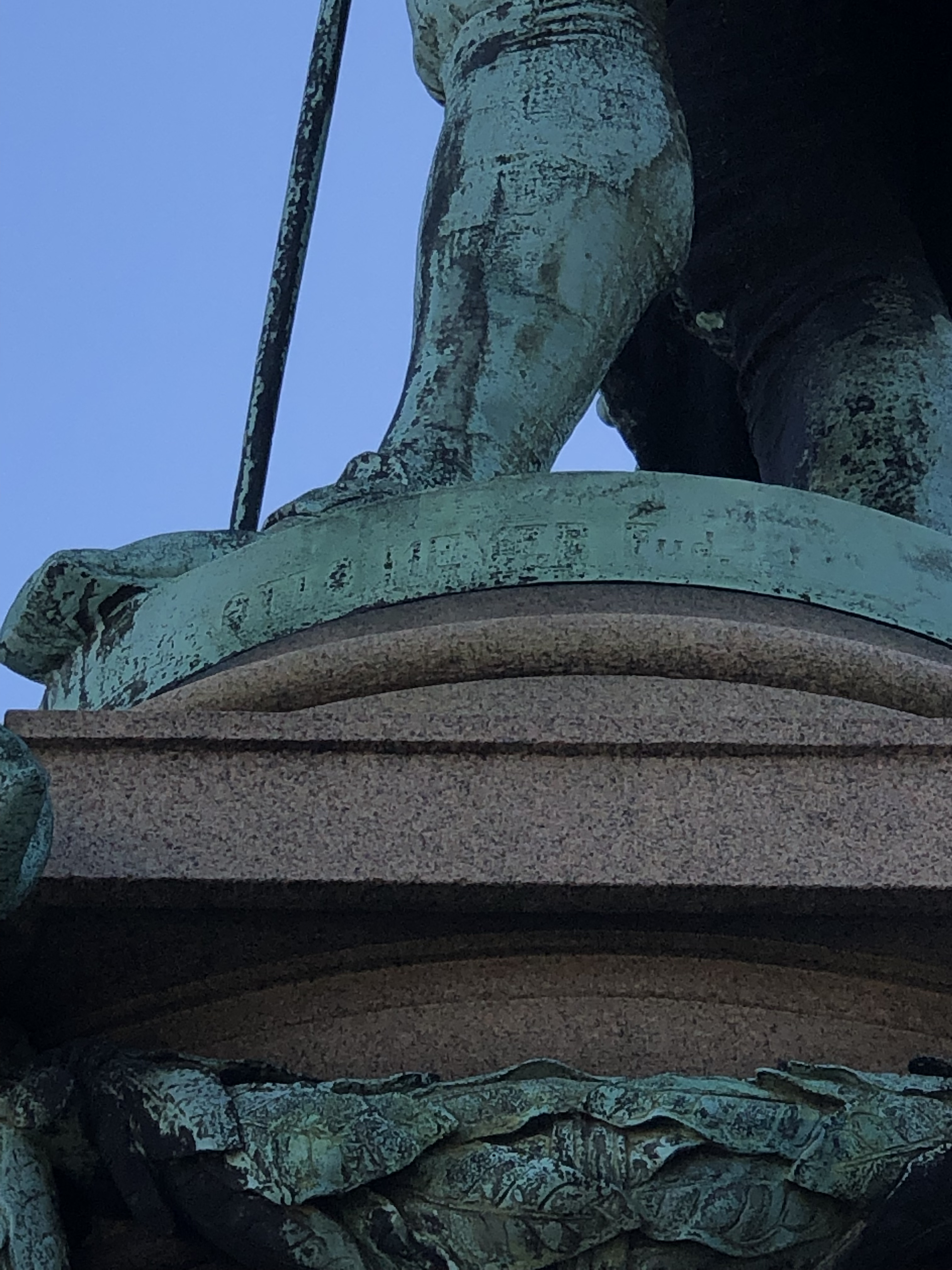
Otto Meyers signatur.
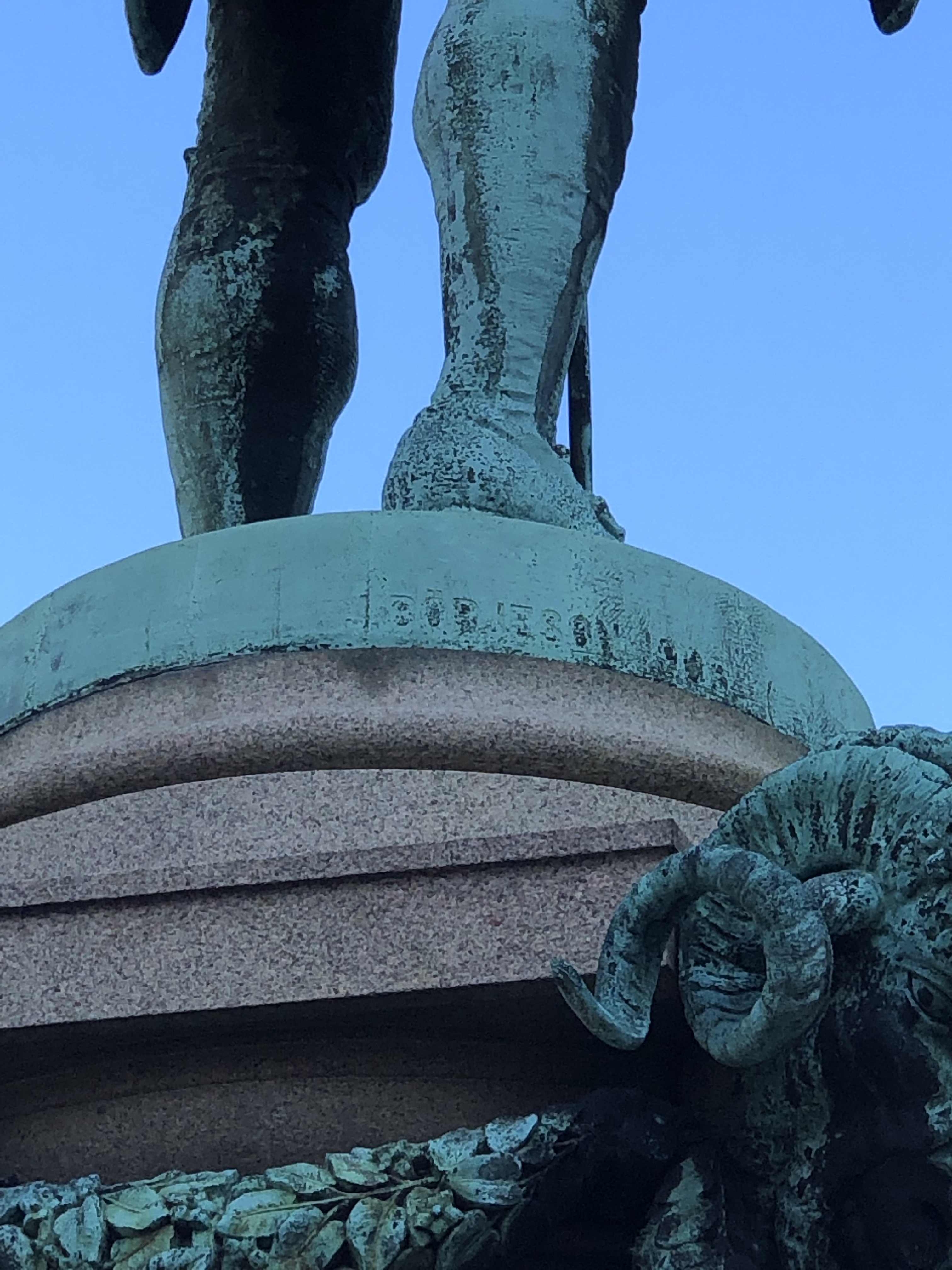
John Börjesons signatur.
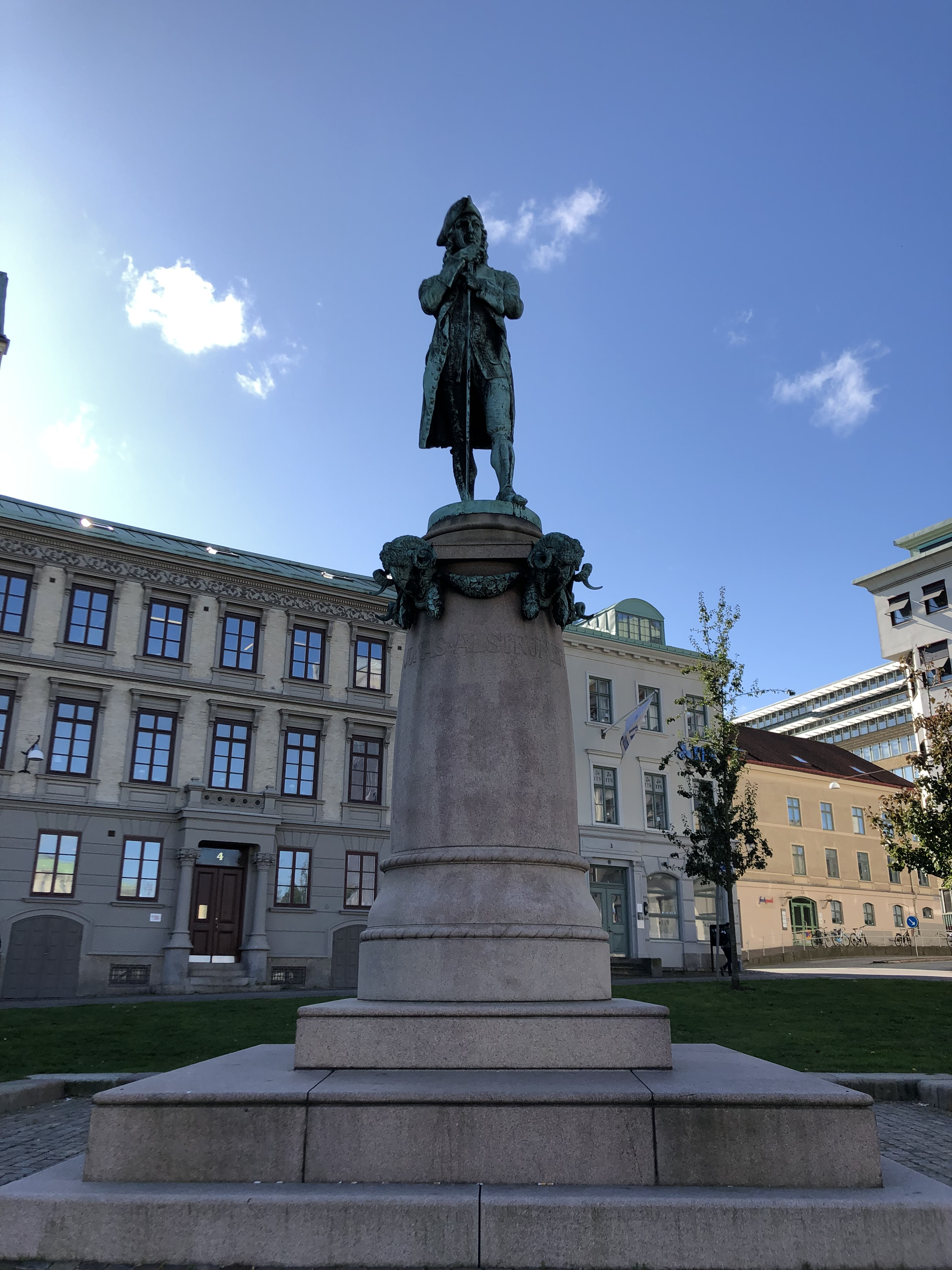
Bild från 2019.
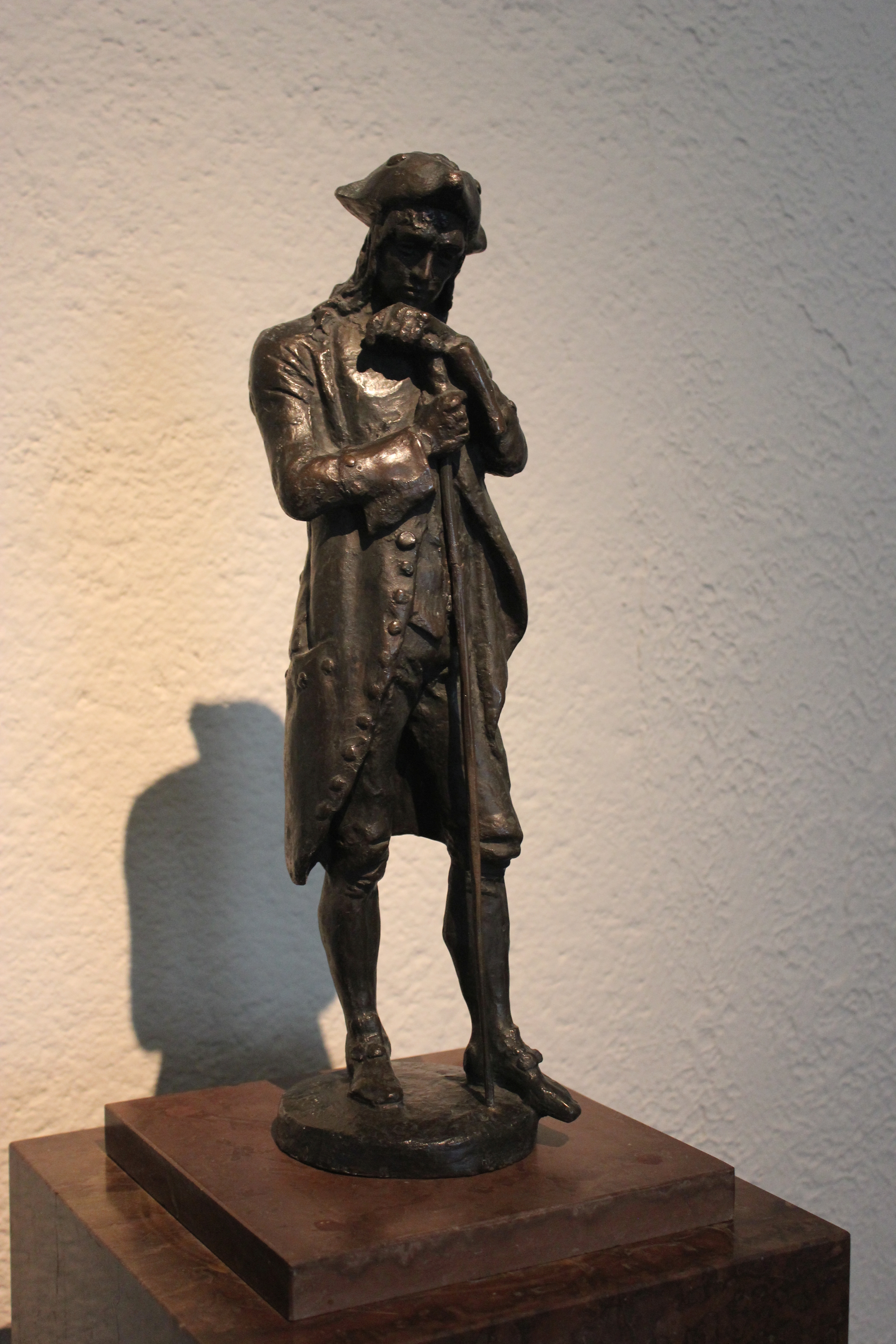
John Börjessons maquette av statyn

## Utseende och namn
Statyn är gjuten i brons och är ca 4 meter hög. Piedestalen är i röd granit och är ca 6 meter hög.
Själva statyn visar Jonas Alströmer som bär en dräkt som består av knäbyxor, justaucorps samt väst. På huvudet bär han en allongeperuk samt tricorne. Han lutar sig mot en stav.
Piedestalen är i granit och utformad som en kolonn, den står på ett postament utformad som några trappsteg. Kolonnen är krönt av fyra vädurshuvuden, som sammanbinds av festonger av lagerblad, allt i brons. På kolonnen står i uthuggna bokstäver Jonas Alströmer.